# Factory Records
Factory Records foi uma gravadora independente de Manchester, fundada 1978 por Tony Wilson e Alan Erasmus, que trazia em seu catálogo bandas como Joy Division, New Order (e seus projetos paralelos Electronic e Revenge), A Certain Ratio, The Durutti Column, Happy Mondays, Section 25 e, por um breve período, James e Orchestral Manoeuvres in the Dark.
Assim como 4AD Records, a Factory Records usou uma equipe criativa (principalmente o produtor Martin Hannett e designer gráfico Peter Saville), que deu ao rótulo, e aos artistas do selo, um determinado som e imagem. O rótulo empregava um sistema de catalogação único que dava um número não apenas para seus lançamentos musicais, mas para obras de arte e outros objetos. Por exemplo, o álbum Unknown Pleasures, do Joy Division, está catalogado sob o numero FACT 10, já a extinta casa noturna The Haçienda, de propriedade do selo, sob o numero FAC 51.
Após sérias dificuldades financeiras no começo da década de 1990, a Factory Records tentou salvar-se mudando o nome para Factory Communications, implicando em alterações gerenciais. Por fim, em 1991-92, viu-se obrigada a vender quase todo seu catálogo para outras gravadoras majors. Seus principais "tesouros", New Order e Happy Mondays, por exemplo, assinaram contrato com a London Records; New Order permaneceu nessa gravadora até 2010, quando encontraram com Daniel Miller da Mute Records que os convenceu a irem para a Mute; enquanto Happy Mondays assinou posteriormente com a Warner e teve seus recentes lançamentos e relançamentos por vários selos subsidiários.